# Grand opéra
Grand opéra (fr. stor opera) är en beteckning som av allt att döma till en början användes för att skilja den genomkomponerade franska operan från opéra comique, men som senare specifikt kom att avse den påkostade, dekorativa operagenre som var förhärskande i Paris mellan 1830 och 1850. Genrens viktigaste tonsättare var Auber och Meyerbeer, medan den mest framgångsrike librettisten var Eugène Scribe.
Grand opéra var en spektakulär scenisk genre, som krävde påkostad dekor och dyrbart scenmaskineri, stor orkester, stor kör och talrika solistroller. Ämnena var nästan uteslutande hämtade ur historien.
Andra kompositörer som skrev grand opéra var Rossini, Halévy, Spontini, Wagner och Verdi.